# Dorothy Lamour
Dorothy Lamour, pseudonimo di Mary Leta Dorothy Slaton (New Orleans, 10 dicembre 1914 – Los Angeles, 22 settembre 1996), è stata un'attrice e cantante statunitense.

## Biografia
I genitori di Dorothy, Carmen Louise LaPorte e John Watson Staton, erano entrambi camerieri. Era di origini francesi, spagnole, inglesi e irlandesi. La madre, dopo il divorzio dal primo marito, si risposò con Clarence Lambour, da cui l'attrice prese il cognome artistico, e in seguito la madre divorziò anche da lui, quando Dorothy era adolescente.
Il sogno di Dorothy Lamour non era quello di fare l'attrice, bensì di affermarsi nel mondo dello spettacolo come cantante. Dopo aver vinto il titolo di Miss New Orleans a un concorso di bellezza nel 1931, decise di trasferirsi a Chicago in cerca di fortuna come cantante. Per qualche tempo lavorò come addetta all'ascensore in un grande magazzino, prima di essere ingaggiata come cantante nel gruppo di Herbie Kay, che diventerà il suo primo marito nel 1935. Oltre ad esibirsi con il gruppo del marito, la Lamour lavorò presso un'emittente radiofonica di Chicago, dove ebbe l'opportunità di accompagnare il cantante Rudy Vallée e il pianista Eddie Duchin.

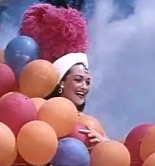
La Lamour in Il più grande spettacolo del mondo (1952)

Assunto il cognome "Lamour" da quello del patrigno, nel 1933 si trasferì a Hollywood, dove le fu offerto un breve ruolo non accreditato nel musical Viva le donne! (1933). Riapparve successivamente sul grande schermo solamente nel 1936, quando ottenne una piccola parte in College Holiday, ma il ruolo che la consacrò definitivamente fu quello di Ulah in La figlia della jungla (1936), prodotto dalla Paramount e diretto da Wilhelm Thiele. Il film stabilì svariati record di incassi, e il personaggio di Ulah, una sorta di Tarzan al femminile, lanciò la Lamour nell'olimpo delle più grandi star femminili di Hollywood, soprattutto grazie allo splendido fisico messo in mostra nella pellicola.
I film successivi ricalcarono il suo ruolo di eroina dalla bellezza esotica e abbigliata in seducenti sarong. Fra i principali sono da ricordare Uragano (1937) di John Ford, Tifone sulla Malesia (1940), La fortezza s'arrende (1942), in cui recitò con la giovane Betty Hutton, e Al di là dell'orizzonte (1942). L'attrice indossò il sarong, ormai suo costume distintivo, anche nella serie di commedie girate con Bob Hope e Bing Crosby, da La danzatrice di Singapore (1940) ad Astronauti per forza (1962).
Durante la seconda guerra mondiale girò gli USA vendendo spille commemorative, ricavando più di 300 milioni di dollari destinati alla causa bellica. Nel 1948 per un anno presentò il programma radiofonico della NBC Sealtest Variety Theater. Dopo il divorzio nel 1939 da Herbie Kay, nel 1943 l'attrice si risposò con William Ross Howard III, dal quale avrà due figli: John Ridgely Howard (nato l'8 gennaio 1946) e Richard Thomson Howard (nato il 20 ottobre 1949). Dopo la morte del secondo marito nel 1978, il figlio William Ross Howard IV le regalò l'inseparabile cane CoCo. L'attrice morì nel 1996, all'età di ottantuno anni. Riposa nel cimitero Forest Lawn (Hollywood Hills) di Los Angeles, nella sezione Enduring Faith, lotto 387, posto 2.

## Riconoscimenti
Ha due stelle nella Hollywood Walk of Fame: una per la sua attività cinematografica e l'altra per quella radiofonica.

## Filmografia

### Cinema
- Viva le donne! (Footlight Parade), regia di Lloyd Bacon (1933)
- The Stars Can't Be Wrong (1936) (cortometraggio)
- College Holiday, regia di Frank Tuttle (1936)
- La figlia della jungla (The Jungle Princess), regia di Wilhelm Thiele (1936)
- Swing High, Swing Low, regia di Mitchell Leisen (1937)
- L'ultimo treno da Madrid (The Last Train from Madrid), regia di James P. Hogan (1937)
- Sorgenti d'oro (High, Wide and Handsome), regia di Rouben Mamoulian (1937)
- Uragano (The Hurricane), regia di John Ford (1937)
- Thrill of a Lifetime, regia di George Archainbaud (1937)
- The Big Broadcast of 1938, regia di Mitchell Leisen (1938)
- Her Jungle Love, regia di George Archainbaud (1938)
- Tropic Holiday, regia di Theodore Reed (1938)
- Il falco del nord (Spawn of the North), regia di Henry Hathaway (1938)
- St. Louis Blues, regia di Raoul Walsh (1939)
- Man About Town, regia di Mark Sandrich (1939)
- Passaggio conteso (Disputed Passage), regia di Frank Borzage (1939)
- La danzatrice di Singapore (Road to Singapore), regia di Victor Schertzinger (1940)
- Il prigioniero (Johnny Apollo), regia di Henry Hathaway (1940)
- Tifone sulla Malesia (Typhoon), regia di Louis King (1940)
- Notti birmane (Moon Over Burma), regia di Louis King (1940)
- Passione di amazzoni (Chad Hanna), regia di Henry King (1940)
- Avventura a Zanzibar (Road to Zanzibar), regia di Victor Schertzinger (1941)
- Un pazzo va alla guerra (Caught in the Draft), regia di David Butler (1941)
- Aloma dei mari del sud (Aloma of the South Seas), regia di Alfred Santell (1941)
- La fortezza s'arrende (The Fleet's In), regia di Victor Schertzinger (1942)
- Al di là dell'orizzonte (Beyond the Blue Horizon), regia di Alfred Santell (1942)
- Avventura al Marocco (Road to Morocco), regia di David Butler (1942)
- Signorine, non guardate i marinai (Star Spangled Rhythm), regia di George Marshall e A. Edward Sutherland (1942)
- Ho salvato l'America (They Got Me Covered), regia di David Butler (1943)
- Dixie, regia di A. Edward Sutherland (1943)
- Riding High, regia di George Marshall (1943)
- Un fidanzato per due (And the Angels Sing), regia di George Marshall (1944)
- L'isola dell'arcobaleno (Rainbow Island), regia di Ralph Murphy (1944)
- L'ombra dell'altro (A Medal for Benny), regia di Irving Pichel (1945)
- Mascherata al Messico (Masquerade in Mexico), regia di Mitchell Leisen (1945)
- I cercatori d'oro (Road to Utopia), regia di Hal Walker (1946)
- La mia brunetta preferita (My Favorite Brunette), regia di Elliott Nugent (1947)
- Corsari della terra (Wild Harvest), regia di Tay Garnett (1947)
- Avventura in Brasile (Road to Rio), regia di Norman Z. McLeod (1947)
- Rivista di stelle (Variety Girl), regia di George Marshall (1947)
- La strada della felicità (On Our Merry Way), regia di King Vidor (1948)
- Lulù Belle, regia di Leslie Fenton (1948)
- La ragazza di Manhattan (The Girl from Manhattan), regia di Alfred E. Green (1948)
- La donna ombra (The Lucky Stiff), regia di Lewis R. Foster (1949)
- Amanti crudeli (Slightly French), regia di Douglas Sirk (1949)
- La traccia del serpente (Manhandled), regia di Lewis R. Foster (1949)
- Il più grande spettacolo del mondo (The Greatest Show on Earth), regia di Cecil B. DeMille (1952)
- La principessa di Bali (Road to Bali), regia di Hal Walker (1952)
- Astronauti per forza (The Road to Hong Kong), regia di Norman Panama (1962)
- I tre della Croce del Sud (Donovan's Reef), regia di John Ford (1963)
- Pigiama party (Pajama Party), regia di Don Weis (1964)
- Won Ton Ton, il cane che salvò Hollywood (Won Ton Ton: The Dog Who Saved Hollywood), regia di Michael Winner (1976)
- Creepshow 2, regia di Michael Gornick (1987)

### Televisione
- Damon Runyon Theater – serie TV, episodio 1x13 (1955)
- La legge di Burke (Burke's Law) – serie TV, episodi 1x18-2x01 (1964)
- Love Boat (The Love Boat) – serie TV, episodio 4x11 (1980)
- Cuore e batticuore (Hart to Hart) – serie TV, episodio 5x14 (1984)
- La signora in giallo (Murder, She Wrote) – serie TV, episodio 3x19 (1987)

### Film e documentari su Dorothy Lamour
- Le dee dell'amore (The Love Goddesses) documentario di Saul J. Turell - filmati di repertorio (1965)

## Doppiatrici italiane
Nelle versioni in italiano dei suoi film, Dorothy Lamour è stata doppiata da: 
- Rosetta Calavetta in Il falco del nord, La danzatrice di Singapore, Tifone sulla Malesia, Notti birmane, Passione di amazzoni, Avventura a Zanzibar, Un pazzo va alla guerra, Avventura al Marocco, Ho salvato l'America, L'ombra dell'altro, Mascherata al Messico, I cercatori d'oro, La mia brunetta preferita, Corsari della terra, Avventura in Brasile, Rivista di stelle, La strada della felicità, Il più grande spettacolo del mondo, La principessa di Bali, Astronauti per forza, La traccia del serpente
- Giovanna Scotto in Sorgenti d'oro
- Lydia Simoneschi in I tre della Croce del Sud
- Wanda Tettoni in Creepshow 2
- Valeria Valeri in La signora in giallo
- Fabrizia Castagnoli in La mia brunetta preferita (ridoppiaggio)
- Simona Izzo in Uragano (ridoppiaggio)
- Claudia Balboni in La principessa di Bali (ridoppiaggio)